# Pachyloides armatus
Pachyloides armatus is een hooiwagen uit de familie Gonyleptidae.